# سرا (سقز)
قرية سرا (بالكردية: سەرا) هي إحدى القرى التابعة لـسرا في ريف قسم مركزي من مقاطعة سقز، في محافظة كردستان الإيرانية.

## السكان
حسب إحصاءات سنة 2006، بلغ إجمالي السكان في سرا 816 نسمة وعدد المساكن 173 مسكن. لغة سكان سرا هي اللغة الكردية و هم من أهل السنة والجماعة والمذهب الشافعي.